# کالتورا اسپیربنک
کالتورا اسپیربنک (انگلیسی: Cultura Sparebank) شرکت خدمات مالی و بانکداری نروژی است، که در سال ۱۹۹۷ تأسیس شد.